# Rezolucja Rady Bezpieczeństwa ONZ nr 257
Rezolucja Rady Bezpieczeństwa ONZ nr 257 została przyjęta jednomyślnie 11 września 1968 r.
Po przeanalizowaniu wniosku Suazi o członkostwo w Organizacji Narodów Zjednoczonych, Rada zaleciła Zgromadzeniu Ogólnemu przyjęcie tego państwa do swojego grona.

## Źródło
- UNSCR - Resolution 257